# مخيم يبنا
مخيم يبنا يقع في قطاع غزة على الحدود الجنوبية مع دولة مصر. وسمي بهذا الاسم نسبة إلى قرية يبنا التي هجر أهلها في العام 1948. في الأصل يعتبر مخيم يبنا حي في مخيم رفح حيث تجمع السكان بالغالب حسب المناطق التي انتموا إليها. من العائلات المعروفة فيه عائلة الجزار وعوض الله والهمص وأبو لبدة والزطمة وأبو زبيدة، ومن أشهر مساجدها مسجد الهدى الذي يقع وسطها حيت أنه تأسس سنة 1952. يعرف من الوجهاء المختار الشيخ عبد الله عوض الله والحكيم محمود حسين ابو زبيدة.[بحاجة لمصدر]